# 小行星1341
小行星1341（1341 Edmée）是一颗绕太阳运转的小行星，为主小行星带小行星。该小行星于1935年1月27日发现。
該小行星以法國天文學家艾德米·香東命名。

## 轨道参数
小行星1341的轨道半长轴为2.7434588 UA，离心率为0.076。